# Astathes perplexa
Astathes perplexa là một loài bọ cánh cứng trong họ Cerambycidae.